# Legarea lui Isaac
Legarea lui Isaac, Sacrificiul lui Isaac sau Sacrificiul lui Avraam (în ebraică הָעֲקֵידָה‎, transliterat: hāʿAqēḏā, în traducere „legarea”) este o povestire care constituie capitolul 22 din cartea Genezei, subiect de inspirație pentru numeroși artiști.

## Povestea
Dumnezeu îl pune pe Avraam la încercare și îi cere să-și ia fiul, pe Isaac, și să-l aducă drept ardere de tot⁠(d) pe Muntele Moria⁠(en)[traduceți] (Facerea 22:2), identificat în cartea Cronicilor drept muntele pe care a fost construit Templul lui Solomon (Cartea a doua Paralipomena 3:1).

## Interpretare
Episodul subliniază credința și obediența lui Avraam față de Dumnezeu. Este un test extrem care demonstrează devotamentul său, iar Avraam devine un model de credință.
Unii teologi creștini văd în această poveste o prefigurare a sacrificiului lui Iisus Hristos: așa cum Avraam a fost dispus să-și sacrifice singurul fiu, Dumnezeu și-a oferit Fiul, pe Iisus, pentru mântuirea omenirii.

## Galerie de imagini

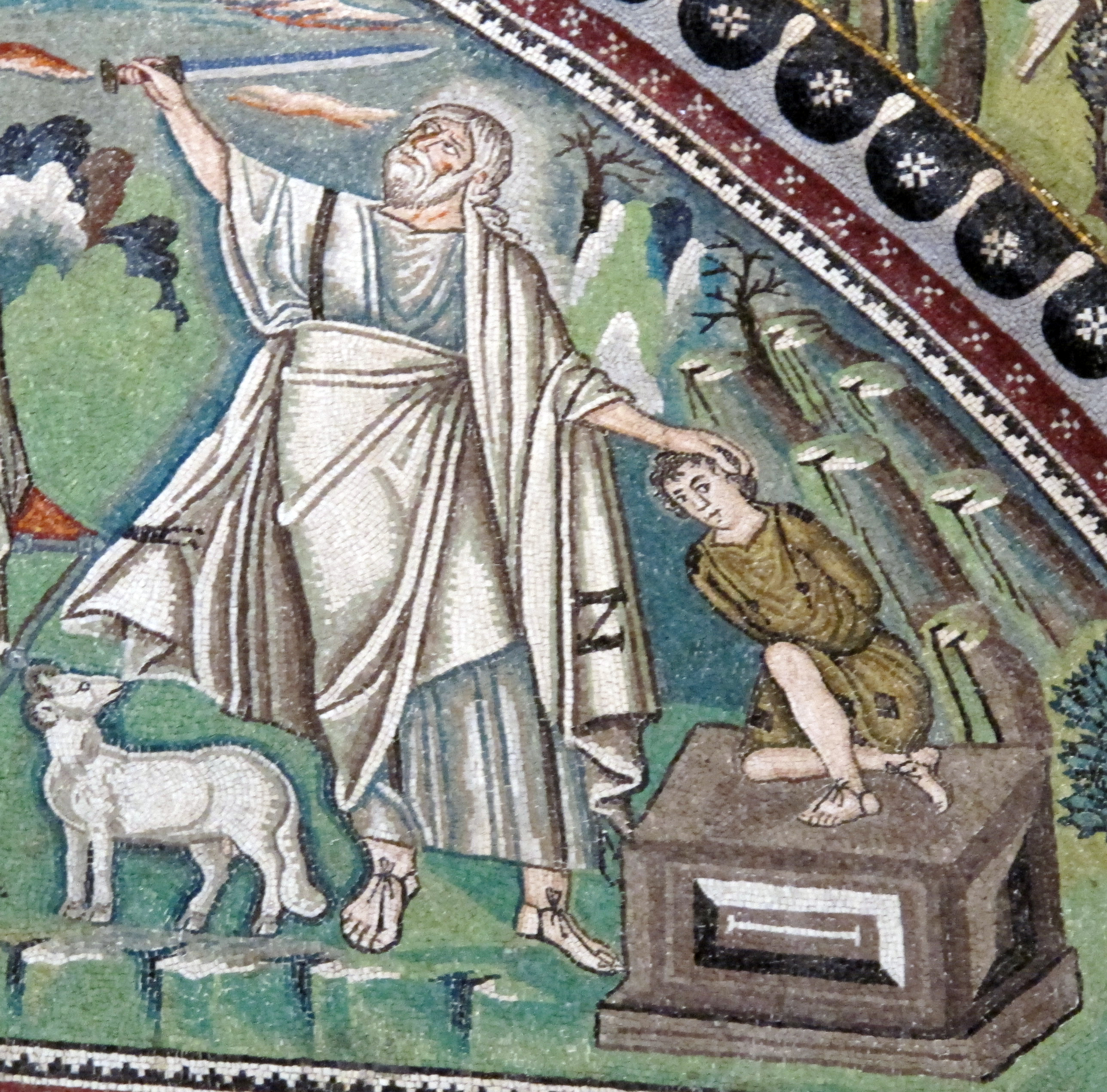
Jertfa lui Avraam, Biserica San Vitale din Ravenna (sec. al VI-lea)
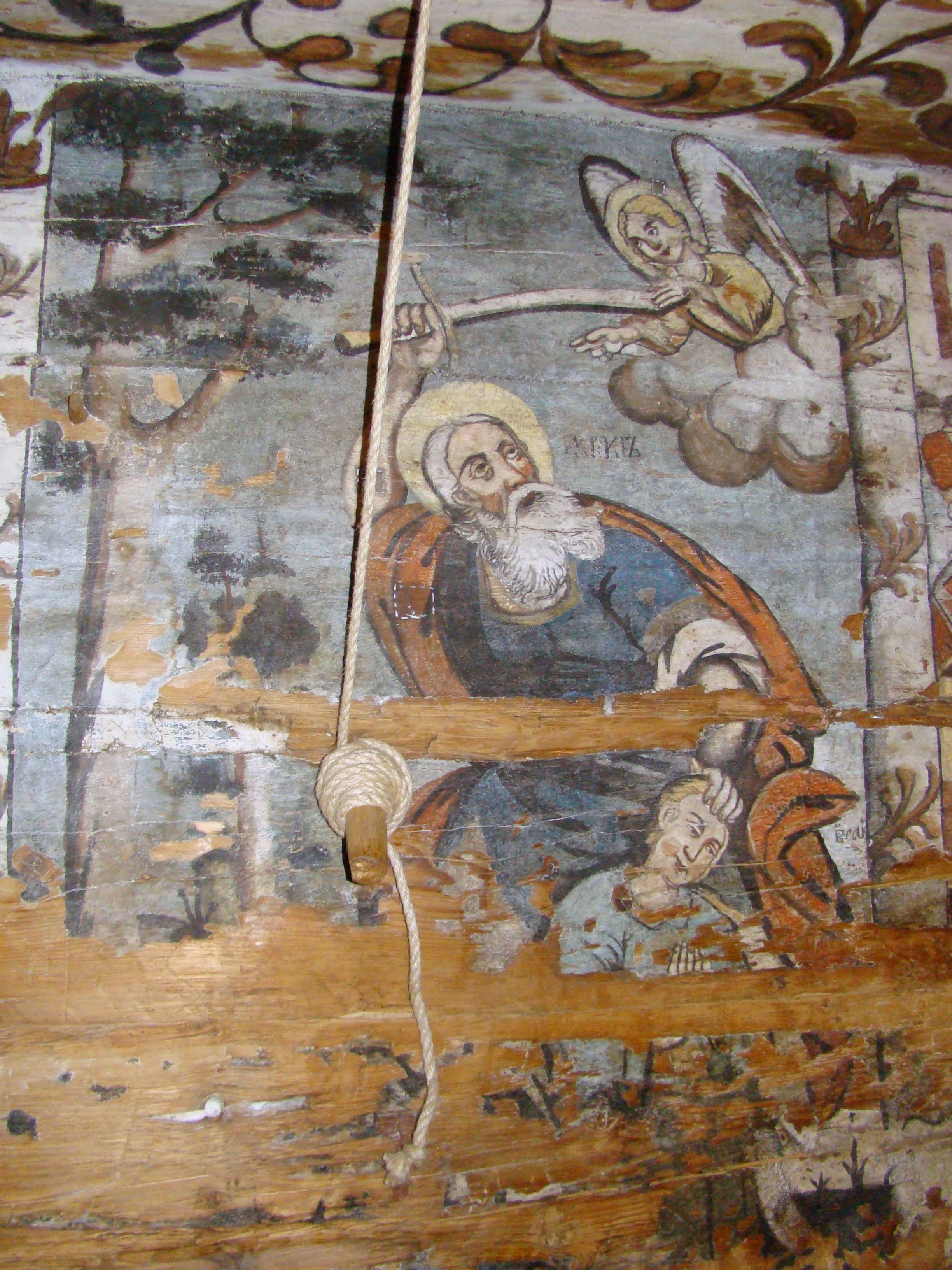
Jerfta lui Avraam, Biserica de lemn din Borșa din Jos (sec. al XVIII-lea)